# Боффалора-сопра-Тічино

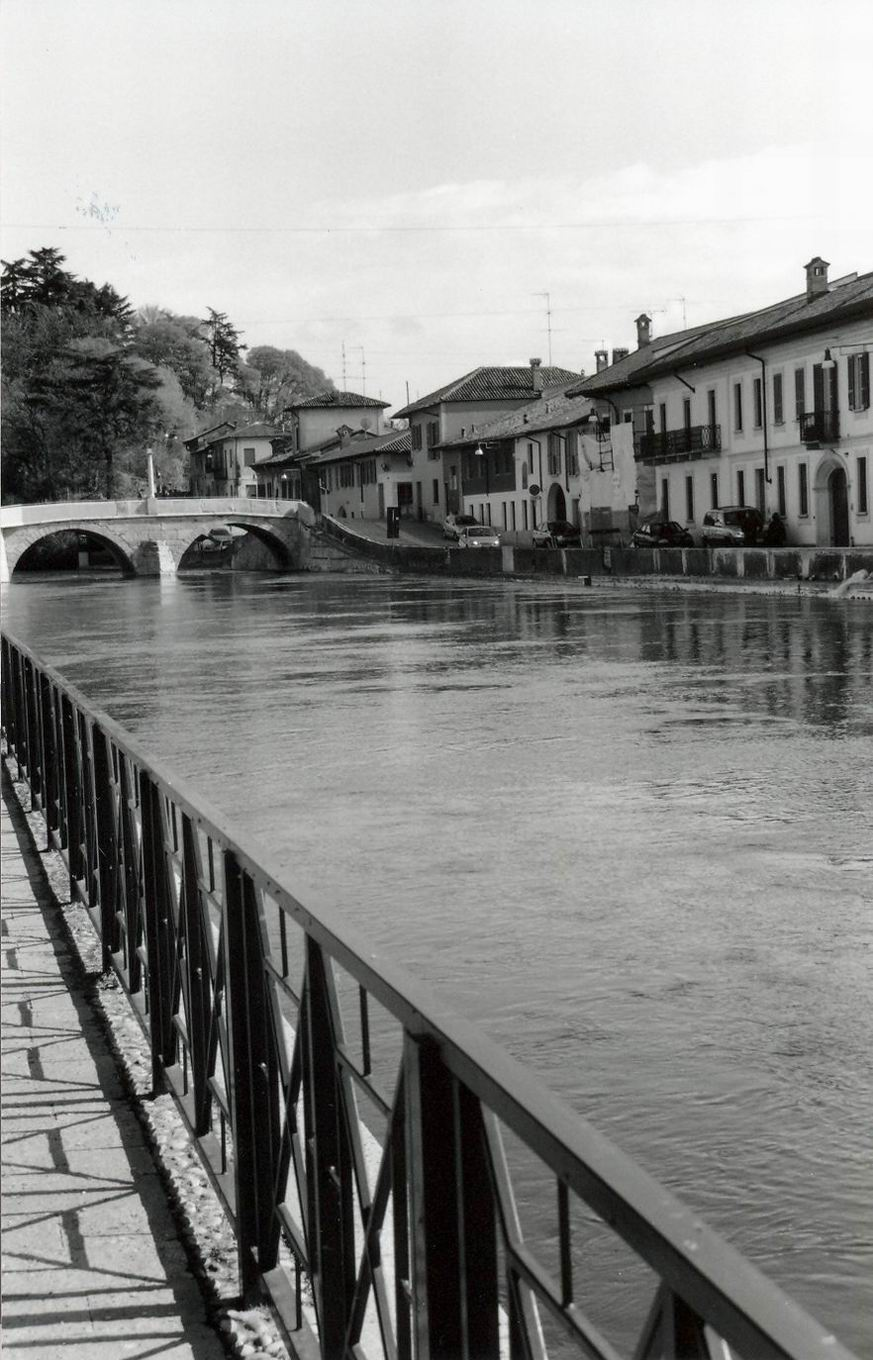

Боффалора-сопра-Тічино (італ. Boffalora sopra Ticino, п'єм. Boffalora sopra Ticino) — муніципалітет в Італії, у регіоні Ломбардія, метрополійне місто Мілан.
Боффалора-сопра-Тічино розташована на відстані близько 500 км на північний захід від Рима, 28 км на захід від Мілана.
Населення — 4172 особи (2012).

## Демографія
Населення за роками:

Станом на 1 січня 2023 року в муніципалітеті офіційно проживало 228 іноземців з 33 країн, серед них 37 громадян країн Євросоюзу та 27 громадян України.

## Сусідні муніципалітети
- Бернате-Тічино
- Черано
- Маджента
- Маркалло-кон-Казоне
- Трекате

## Галерея зображень

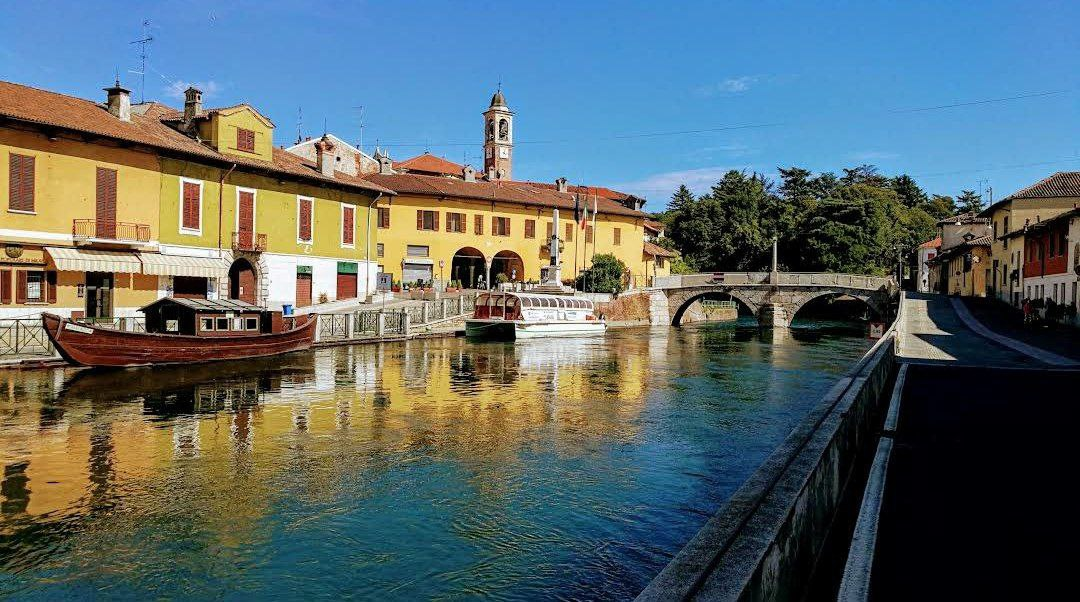
Вид на набережну р.Тічино

☢